# 酒药花醉鱼草
酒药花醉鱼草（学名：Buddleja myriantha）为玄参科醉鱼草属的植物。分布在缅甸以及中国大陆的西藏、贵州、广东、甘肃、四川、福建、湖南、云南等地，生长于海拔450米至3,400米的地区，常生于山地疏林中、山坡或山谷灌木丛中，目前尚未由人工引种栽培。

## 别名
多花醉鱼草（云南植物志）

## 异名
- Buddleja adenantha Diels
- Buddleja duclouxii Marq.